# Historia UD Salamanca, Años 1930

## Temporada 1930-1931
- En esta temporada el equipo juega nueve partidos amistosos debido a no participar en ninguna competición. La plantilla estaba formada principalmente por jugadores de la cantera.
- El Deportivo Salmantino se proclama campeón regional de la 2.ª categoría, por lo que asciende a la 1.ª categoría.
- 14 de abril de 1931: Se instaura la Segunda República y la actividad deportiva casi se paraliza.
- Luciano Sánchez Fraile preside el club durante esta temporada.

## Temporada 1931-1932
- El equipo cambia su nombre al de Club Deportivo Salamanca por órdenes de la República.
- El equipo realiza la pretemporada en Portugal, realiza una gran temporada consiguiendo el ascenso a Regional Preferente.
- 15 de enero de 1932: José Tejero Ruiz pasa a ser presidente y en la que se acuerda cambiar el nombre del equipo al de Unión Deportiva Salamanca. También es modificado el escudo del equipo al que conocemos actualmente.

## Temporada 1932-1933
- La UDS se proclama campeón del Campeonato Regional Preferente a falta de dos jornadas. En la Liguilla de Campeones el equipo solo pudo ganar un encuentro.
- En la Copa Amateur el equipo fue eliminado por la Ferroviaria de Madrid.
- Mayo de 1933: el teniente coronel Monteverde es nombrado presidente.

## Temporada 1933-1934
- En la Copa Amateur la UDS fue eliminada en 3.ª ronda por el Áncora de Aranjuez en la 3.ª ronda. Se necesitaron cuatro partidos para decidir la eliminatoria.
- En el Campeonato Regional Preferente el equipo quedó en 1.ª posición junto a la Española de Valladolid.
- En la Copa de Castilla el equipo cayó contra el Racing de Santander.

## Temporada 1934-1935
- En verano se realiza un encuentro de homenaje al delantero Saráchaga.
- La Junta Directiva se propone construir un amplio plantel de garantías y se contrata como entrenador a Óscar, una contrastada figura del fútbol madrileño que también haría de jugador.
- La UDS comienza en Regional Preferente de una forma espectacular, a pesar del empate en el primer encuentro tras fallar Gimeno un penalti. Durante temporada, Óscar se destapó como un gran goleador y consiguió marcar en ocho partidos seguidos, llegando a conseguir 11 tantos en su casillero.
- La UDS no se salva de suspender el segundo encuentro, en octubre de 1934, debido a una huelga.
- En el Campeonato Amateur se llega a la final de la fase Castilla, siendo el Imperio el que se impone en dicho encuentro.
- En junio se disputa en el Calvario un amistoso contra un recién renombrado Madrid FC. La UDS consiguió un 1-1 contra un equipo plagado de estrellas.

## Temporada 1935-1936
- La primera vuelta del Campeonato Regional fue excelente por parte de la UDS, ya que solo salió derrotada de su partido contra el Carabanchel. A falta de una Jornada para el final del campeonato la UDS se proclama matemáticamente campeona. Este gran logro se celebra con un amistoso contra los húngaros del Szeged FC. El equipo charro venció por 5-2 en el Calvario lleno de aficionados enfervorizados.
- El equipo charro juega para ascender contra el equipo de Santoña. El equipo fue derrotado por 2-0 en tierras cántabras, pero en el Calvario un 8-0 permitió darle la vuelta a la eliminatoria. Se consumó así el ascenso a Segunda división.
- La victoria contra el Santoña dio derecho a participar en la Copa de España, aunque el equipo acabó último de su Grupo.
- Todo estaba preparados para ver a la UDS militar en la Segunda división cuando el 18 de julio de 1936 da comienzo la guerra civil española, con tres años de suspensión de las competiciones deportivas.

## Temporada 1939-1940
- Es el retorno de las competiciones tras la guerra civil española.
- Antes de disputar la categoría de plata, el equipo participa en el Campeonato Regional para recuperar el ritmo de competición.
- Debido a las malas finanzas, el presidente, Carlos Gutiérrez de Ceballos, hace un llamamiento a la prensa para la captación de socios. El Ayuntamiento y la Diputación ayudan al equipo con 2.000 pesetas (aproximadamente 12 €).
- El equipo juega un amistoso en el Calvario contra el Madrid FC que acaba en derrota del equipo charro por 0-4. Los madrileños estarían en el mismo grupo en el Campeonato Regional, torneo en el que el equipo acabó en un discreto cuarto puesto.
- El debut en segunda fue el 3 de diciembre de 1939. El equipo fue derrotado 5-0 contra el Real Valladolid. La UDS empató en el Calvario contra el Sporting de Gijón, pero pronto vería la dificultad de la categoría de plata al caer, en el siguiente partido, por un contundente 9-0 frente al Deportivo de La Coruña.
- Avanzada la temporada, se esperaba al Real Valladolid para el partido de casa, que tuvo que ser aplazado cuatro días debido a la nieve. Fue el 24 de enero el día que la UDS venció a los vallisoletanos por 8-1, dejando atrás el mal resultado de días atrás. Finalmente, el equipo quedó séptimo clasificado.
- El equipo acaba quinto en Segunda división.

| Predecesor: Años 1920 | Historia de la Unión Deportiva Salamanca Años 1930 | Sucesor: Años 1940 |

- Datos: Q5646758